# Ilha de Orango
Ilha de Orango är en ö i Guinea-Bissau. Den ligger i den sydvästra delen av landet, 100 km sydväst om huvudstaden Bissau. Arean är 281 kvadratkilometer.
Terrängen på Ilha de Orango är mycket platt. Öns högsta punkt är 35 meter över havet. Den sträcker sig 20,6 kilometer i nord-sydlig riktning, och 22,5 kilometer i öst-västlig riktning.  Trakten runt Ilha de Orango består huvudsakligen av våtmarker.